# Permeabilidade seletiva
Permeabilidade seletiva (AO 1945: permeabilidade selectiva) é um processo fundamental para a manutenção de condições intracelulares adequadas para o funcionamento e consequentemente, para a vida da célula e sua composição interna. Atuando de maneira seletiva, determina quais são as substâncias que devem entrar e sair da célula. É evidente que a membrana celular deve permitir a entrada de substâncias responsáveis pelo crescimento, regeneração e pelas atividades vitais da célula, também regula a saída de substâncias através da secreção e da excreção. Enfim, a membrana permite que a célula mantenha equilibrado o seu meio interno independentemente das condições do meio extracelular. O meio interno deve ser adequado ao metabolismo normal de cada tipo de célula. A passagem seletiva de substâncias, através da membrana, é feita por três processos: transporte passivo, transporte ativo e transporte em quantidade.Mas a parede celular pode também ter essa "permeabilidade seletiva".